# Ипанема
Ипанема је четврт лоцирана у јужној зони града Рио де Жанеиро, између четврти Леблон и Арпоадор (Arpoador). Четврт је настала 1894. године, као отмени дио Рија, а најзначајнији дио је плажа Ипанема.